# 545-та фольксгренадерська дивізія (Третій Рейх)
545-та фольксгренадерська дивізія (Третій Рейх) (нім. 545. Volksgrenadier-Division) — піхотна дивізія народного ополчення (фольксгренадери), що входила до складу німецьких сухопутних військ у роки Другої світової війни.

## Історія з'єднання
545-та фольксгренадерська дивізія була створена 9 жовтня 1944 року шляхом перейменування 545-ї гренадерської дивізії у ході 32-ї хвилі мобілізації. З жовтня оборонялася на рубежах річки Нарев у Центральній Польщі.
У лютому 1945 року дивізія була розформована через важкі втрати на Баранівському плацдармі, залишки дивізії увійшли до складу 78-ї фольксштурмової дивізії.
Дивізія була створена знову в Сілезії у квітні 1945 року. У травні 545-та фольксгренадерська дивізія з боями відступила в район Бад-Мускау, де в ході Котбус-Потсдамської операції остаточно знищена Червоною армією поблизу Губена.

## Райони бойових дій
- Польща (жовтень 1944 — лютий 1945)
- Німеччина (лютий — травень 1945)

## Командування

### Командири
- генерал-майор Отто Обенаус (нім. Otto Obenaus) (9 жовтня 1944 — 16 січня 1945)
- генерал-майор Еммануїл фон Кіліані (нім. Emmanuel von Kiliani) (16 січня — 18 лютого 1945)
- генерал-майор Ганс Ернст Кольсдорфер (нім. Hans-Ernst Kohlsdorfer) (20 квітня — травень 1945)

### Підпорядкованість
| Час     | Корпус             | Армія | Група армій (округ) | Штаб                  |
| ------- | ------------------ | ----- | ------------------- | --------------------- |
| 1944    |                    |       |                     |                       |
| жовтень | XI ак СС           | 17 А  | Група армій «A»     | Баранув-Сандомирський |
| 1945    |                    |       |                     |                       |
| січень  | XI ак СС           | 17 А  | Група армій «A»     | Баранув-Сандомирський |
| лютий   | XXXXIX гк          | 1 ТА  | Група армій «Центр» | Лодиговиць            |
| квітень | тк «Гроссдойчланд» | 4 ТА  | Група армій «Центр» | Бад-Мускау            |
| травень | тк «Гроссдойчланд» | 4 ТА  | Група армій «Центр» | Губен                 |

### Склад
| 1944                                     |
| ---------------------------------------- |
| 1085-й гренадерський полк                |
| 1086-й гренадерський полк                |
| 1087-й гренадерський полк                |
| 1545-й артилерійський полк               |
| 1545-й протитанковий дивізіон            |
| 1545-й інженерний батальйон              |
| 545-й фузилерний батальйон               |
| 545-й батальйон зв'язку                  |
| 545-те дивізійне управління забезпечення |
| 545-й запасний батальйон                 |

## Нагороджені дивізії
Нагороджені дивізії
|  | Кавалери Золотого Німецького Хреста                                                                        | 5 |
|  | Кавалери Почесної застібки Сухопутних військ «Почесна застібка на орденську стрічку для Сухопутних військ» | 3 |